# Neal and Jack and Me
Neal and Jack and Me – album koncertowy wideo King Crimson, wydany 31 sierpnia 2004 roku nakładem Discipline Global Mobile jako DVD.

## Historia albumu
Na DVD znalazły się dwa koncerty King Crimson z lat 80., wcześniej dostępne tylko na kasetach VHS. Koncert z 27 sierpnia 1982 roku w Arenie pochodzi z europejskiej trasy koncertowej, podczas której zespół grał jako support Roxy Music. Większość zagranych wówczas utworów pochodzi z albumów Discipline i Beat. Jedynym wcześniejszym utworem w programie koncertu był „Larks' Tongues in Aspic, Part Two”. Drugi z koncertów został zarejestrowany w Kani Hoken Hall w Tokio 28 kwietnia 1984 roku podczas trasy koncertowej promującej wydany w tym samym roku album Three of a Perfect Pair. Zespół występował wówczas w składzie czteroosobowym: Bill Bruford uzupełnił akustyczną perkusję jej elektroniczną wersją, Robert Fripp i Adrian Belew wykorzystali wczesne syntezatory gitarowe, a Tony Levin obok gitary basowej grał na Chapman stick.

## Lista utworów
Lista i informacje według Discogs:
Three Of A Perfect Pair – Live in Japan 1984
| 1.  | Three Of A Perfect Pair          | 4:30    |
|     |                                  |         |
| 2.  | No Warning                       | 2:19    |
|     |                                  |         |
| 3.  | Larks' Tongues In Aspic Part III | 4:04    |
|     |                                  |         |
| 4.  | Untitled                         | 5:04    |
|     |                                  |         |
| 5.  | Thela Hun Ginjeet                | 6:00    |
|     |                                  |         |
| 6.  | Frame By Frame                   | 4:00    |
|     |                                  |         |
| 7.  | Matte Kudasai                    | 3:28    |
|     |                                  |         |
| 8.  | Industry                         | 6:56    |
|     |                                  |         |
| 9.  | Dig Me                           | 3:41    |
|     |                                  |         |
| 10. | Indiscipline                     | 8:54    |
|     |                                  |         |
| 11. | Sartori In Tangier               | 4:16    |
|     |                                  |         |
| 12. | Man With An Open Heart           | 3:44    |
|     |                                  |         |
| 13. | Waiting Man                      | 6:59    |
|     |                                  |         |
| 14. | Sleepless                        | 5:58    |
|     |                                  |         |
| 15. | Larks' Tongues In Aspic Part II  | 6:03    |
|     |                                  |         |
| 16. | Elephant Talk                    | 5:04    |
|     |                                  |         |
| 17. | Heartbeat                        | 5:24    |
|     |                                  |         |
|     |                                  | 1:26:24 |
|     |                                  |         |
The Noise – Live in Frejus 1982
| 18. | Waiting Man                     | 8:34  |
|     |                                 |       |
| 19. | Matte Kudasai                   | 3:37  |
|     |                                 |       |
| 20. | The Sheltering Sky              | 10:51 |
|     |                                 |       |
| 21. | Neal And Jack And Me            | 5:55  |
|     |                                 |       |
| 22. | Indiscipline                    | 11:12 |
|     |                                 |       |
| 23. | Heartbeat                       | 4:02  |
|     |                                 |       |
| 24. | Larks' Tongues In Aspic Part II | 7:04  |
|     |                                 |       |
|     |                                 | 51:15 |
|     |                                 |       |
Dodatki:
- „Sleepless” (promocyjny teledysk do wydania singlowego)
- zdjęcia z trasy, wykonane przez Tony’ego Levina
- dyskografia zespołu z lat 1981 – 1984

- koncert I – zarejestrowany w Kani Hoken Hall, Tokio, 28 kwietnia 1984
- koncert II – zarejestrowany w The Arena, Frejus 27 sierpnia 1982

Zespół:
- Adrian Belew – gitara, śpiew
- Robert Fripp – gitara, producent
- Tony Levin – gitara basowa, Chapman stick
- Bill Bruford – perkusja

Personel techniczny:
- David Singleton – producent
- Ian Shepherd – mastering
- George Glossop – miks
- obraz na okładce – P.J. Crook